# Arderin
Arderin (dal gaelico "Ard Éireann", che significa "Altura d'Irlanda") è una montagna situata al confine tra le contee di Laois e Offaly, Repubblica d'Irlanda. 

## Geografia
Con un'altitudine di 527 m è la montagna più alta della catena Slieve Bloom. È la cima più alta delle contee di Laois e Offaly. Per le sue caratteristiche di altitudine e di prominenza topografica è inoltre inclusa tra i Marilyn.